# Bundesautobahn 250

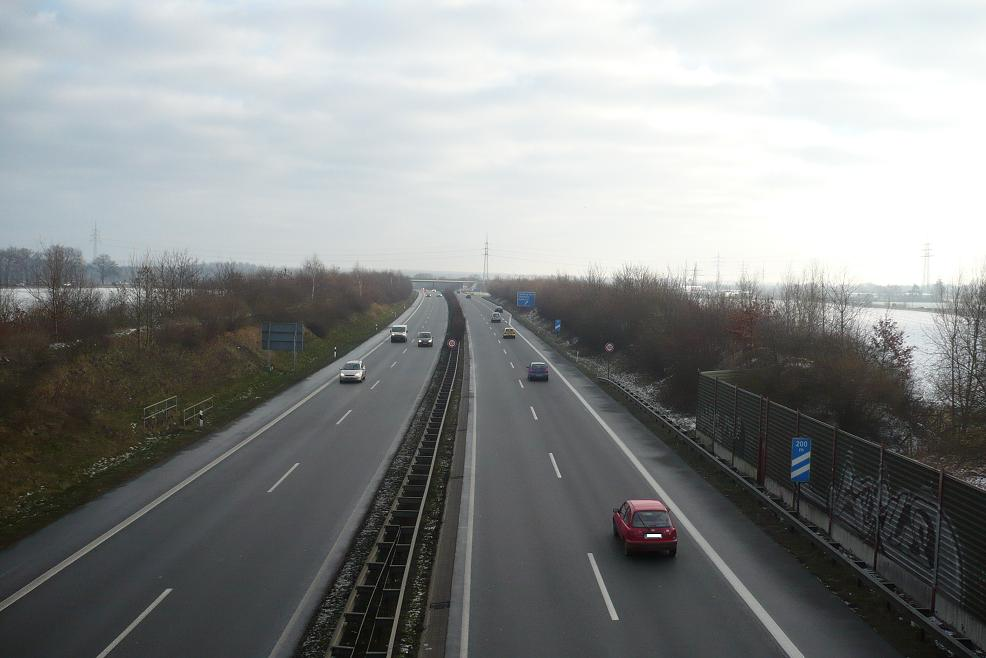
Lüneburg-Nord

Bundesautobahn 250 (em português: Auto-estrada Federal 250) ou A 250, é uma auto-estrada na Alemanha.
A Bundesautobahn 250 tem 28 km de comprimento.

## Estados
Estados percorridos por esta auto-estrada:
- Faltaestado